# Affari in valigia
Affari in valigia (titolo originale Baggage Battles) è stato un docu-reality statunitense, prodotto da Travel Channel e in onda dal 2012 al 2016.

## Trama
La trasmissione ha per oggetto sia oggetti smarriti nel mondo messi all'asta dopo che per un periodo di tempo non sono stati reclamati dai proprietari (più frequentemente aeroporti, ma anche porti e società di trasporti) che aste della polizia statunitense. I protagonisti sono quattro commercianti, i coniugi Laurence e Sally Martin, l'imprenditore Mark Meyer e l'antiquario Billy Leroy, che vanno in queste aste, per poi rivendere ciò che hanno acquistato; spesso, i prodotti vengono valutati da antiquari ed esperti del luogo per ottenere una valutazione di vendita.

## Personaggi
- Billy Leroy, "il commerciante": ex agente pubblicitario; ha rivenduto un quadro a 18000 $ e possiede un negozio di antiquariato a New York. Calcolatore e scaltro, per lui tutto sta nel saper fiutare l'affare.
- Mark Meyer, "il professionista": vende usato a Long Island; a 16 anni vendette un orologio vintage a 10 volte il prezzo d'acquisto. Lui dice di saperci fare e di riuscire a comprare e vendere di tutto.
- Laurence e Sally Martin, "le schegge impazzite": marito e moglie; lui è un ex ingegnere aerospaziale, lei amministra i guadagni del marito, hanno un negozio di antiquariato a Los Angeles da 20 anni. Secondo Sally, Laurence ha delle grandi intuizioni, però ha bisogno del suo aiuto per metterle in atto.
- Traci Lombardo: desidererebbe che Billy la considerasse una degna rivale. Spesso la sua determinazione la porta a compiere scelte sbagliate.
- Valerie-Jeanne Mathieu: l'ultima a entrare nel programma, sostituisce Laurence e Sally Martin. È una giovane collezionista che opera nel campo dello spettacolo.

## Doppiaggio
Voce Narrante: Sergio Lucchetti

## Distribuzione internazionale
Il programma è trasmesso in Italia su DMAX per quanto riguarda le stagioni 1 e 2, mentre la terza è andata in onda da settembre del 2014 su Fine Living.